# La Musique (Matisse, 1910)
Pour les articles homonymes, voir La Musique.
La Musique est une peinture réalisée par Henri Matisse en 1910. Le tableau a été commandé par Sergueï Chtchoukine, qui l'a accroché avec la Danse dans l'escalier de son manoir de Moscou. Matisse fait de la peinture sans esquisses préparatoires, et donc la peinture porte de nombreuses traces de modifications. On peut pratiquement suivre toutes les étapes que Matisse a effectuées pour trouver l'effet escompté. La peinture se trouve maintenant dans la collection du Musée de l'Ermitage à Saint-Pétersbourg, en Russie.